# Nabû-mukin-zeri
Nabu-mukin-zeri était le roi de Babylone de 732 av. J.-C. à 729 av. J.-C. Il est à l'origine le chef de la tribu chaldéenne du Bit-Ammukani, localisée aux alentours de la ville d'Uruk. Il apparaît d'ailleurs en cette qualité dans des tablettes des archives du gouverneur de Nippur, Kudurru, avec qui il est en relation au temps du règne de Nabonassar (747-734 av. J.-C.).
Nabu-mukin-zeri devient roi de Babylone en déposant Nabu-shuma-ukin II, qui avait lui-même pris le pouvoir par la force peu de temps auparavant. Le contexte politique de la Babylonie est alors très troublé, notamment du fait des ambitions de l'Assyrie dans la région. Le roi assyrien Teglath-Phalasar III part vers la Babylonie pour y affirmer sa domination, et Nabu-mukin-zeri s'enfuit, sans être capturé. Le roi assyrien monte alors lui-même sur le trône de Babylone, sous le nom de Pulû. C'est le début d'un siècle de domination assyrienne sur la Babylonie.